# Gadorf
Gadorf ist ein an Vitis angebauter Ortsteil, der bis ins frühe 20. Jahrhundert als eigenes Dorf geführt wurde.

## Geografie
Der heute durch Vitis fließende Jaudlingbach bildete die Grenze zwischen Vitis und Gadorf, das nordwestlich an Vitis angrenzte und über das Schremser Tor erreichbar war. Gadorf bestand aus zwei Häuserzeilen nördlich und südlich eines Angers, der vom Heinreichsbach durchflossen wurde.

## Geschichte
Im Jahr 1278 wird der Ort als Lehen der Pfarre genannt, die hier über 14 Grundholde verfügte. Vor allem mit der Erhebung von Vitis zum Markt, was erstmals für 1462 bezeugt ist, unterschied sich die rechtliche Stellung der Bewohner, was zu zahlreichen Streitigkeiten führte. Die Trennung in Markt und Gadorf wurde im Jahr 1905 aufgehoben.